# Área de Conservação da Paisagem de Siimusti-Kurista
A Área de Conservação da Paisagem de Siimusti-Kurista é um parque natural localizado no condado de Jõgeva, na Estónia.
A área do parque natural é de 63 hectares.
A área protegida foi fundada em 1968 para proteger a floresta ao redor de Siimusti e Kurista. Em 2014, a área protegida foi designada como área de conservação paisagística.